# Gypsy (série télévisée)
Pour les articles homonymes, voir Gypsy.
Gypsy est une série télévisée américaine en dix épisodes d'environ 52 minutes créée par Lisa Rubin et mise en ligne le 30 juin 2017 sur Netflix.

## Synopsis
Jean Holloway est une thérapeute travaillant à New York et vivant une vie de famille tranquille en banlieue. Mais Jean s'ennuie dans cette vie sans surprise. Elle gère aussi très mal sa jalousie envers l’assistante de son mari et les jugements des mères du quartier à la suite du questionnement de sa fille concernant son identité sexuelle.
Jean utilise aussi des méthodes peu orthodoxes pour aider ses patients. En cachette et sous le pseudonyme « Diane Hart », elle fait connaissance des proches de ses patients pour connaître chaque point de vue, prenant même parfois le risque de se lier d'amitié avec eux. Malheureusement, sa méthode devient de plus en plus risquée quand elle tombe amoureuse et devient vite obsédée par l'attirante Sidney Pierce, l'ex-petite amie manipulatrice de l'un de ses patients.

## Distribution

### Acteurs principaux
- Naomi Watts (VF : Hélène Bizot) : Jean Holloway / Diane Hart
- Billy Crudup (VF : Fabrice Josso) : Michael Holloway
- Sophie Cookson (VF : Jessica Monceau) : Sidney « Sid » Pierce
- Karl Glusman (VF : Benjamin Jungers) : Sam Duffy
- Poorna Jagannathan (VF : Charlotte Marin) : Larin Inamdar
- Brooke Bloom (VF : Marie Zidi) : Rebecca Rogers
- Lucy Boynton (VF : Léopoldine Serre) : Allison Adams
- Melanie Liburd (VF : Fily Keita) : Alexis Wright
- Brenda Vaccaro (VF : Marion Game) : Claire Rodgers

### Acteurs récurrents
- Maren Heary (VF : Kaycie Chase) : Dolly Holloway
- Kimberly Quinn (VF : Josy Bernard) : Holly Faitelson
- Frank Deal (VF : Frédéric Popovic) : Gary Levine
- Erin Neufer (VF : Charlotte Campana) : Emily
- Megan Sikora (en) : Michelle Kessler
- Paris Remillard (VF : Matyas Simon) : Hunter Abbott
- Ali Marsh (VF : Christiane Ludot) : Blair Salz
- Quentin Mare (VF : Emmanuel Rausenberger) : Adrian Salz
- Shiloh Fernandez (VF : Jérémy Bardeau) : Tom Devins
- Evan Hoyt Thompson (VF : Françoua Garrigues) : Frances
- Chris Meyer (arz) (VF : Nicolas Dussaut) : Scott
- Jordana Rose (VF : Charlotte Hennequin) : Sadie Kessler
- Antu Yacob (VF : Jacky Tavernier) : Sasha Knolls
- J.C. Montgomery : principal Krappel
- Brian Keane (VF : Jean Rieffel) : Dennis Faitelson
- Julian Cihi (VF : Nicolas Dussaut) : Max
- Blythe Danner (VF : Frédérique Tirmont) : Nancy

- Version française
- Société de doublage : VSI Paris
- Adaptation française : Charles Platto
- Direction artistique : Dominique Bailly

 Source et légende : version française (VF) sur RS Doublage  et le carton de doublage en fin d'épisode sur Netflix.

## Production

### Développement
Le 22 juin 2016, Netflix annonce la commande d'une nouvelle série produite par Universal Television et créée par Lisa Rubin. Racontant l'histoire d'une thérapeute aux méthodes peu orthodoxe, la première saison contiendra dix épisodes donc la mise en ligne se fera pour l'été 2017.
Le 26 février 2016, Sam Taylor-Wood, réalisatrice du film Nowhere Boy et du premier film de la trilogie Cinquante nuances de Grey, annonce que elle réalisera l'épisode pilote ainsi que le deuxième épisode de la série.
Le 23 juin 2017, il est annoncé que la chanteuse Stevie Nicks a enregistré une version acoustique de la chanson Gypsy de son groupe Fleetwood Mac. Cette nouvelle version servira de générique à la série.
Le 11 août 2017, Netflix annonce l'annulation de la série après une seule et unique saison.

### Casting
Le 18 avril 2016, il est annoncé que Naomi Watts rejoint la série pour interpréter le personnage principal.
Le 17 août 2016, Billy Crudup est annoncé à la distribution pour interpréter le mari du personnage de Naomi Watts puis quelques jours plus tard, Sophie Cookson rejoint la série pour interpréter la mystérieuse Sidney Pierce.
En septembre 2016, Melanie Liburd, Poorna Jagannathan et Brenda Vaccaro rejoignent la distribution principale de la série puis en octobre 2016, Brooke Bloom et Lucy Boynton rejoignent également la distribution principale et Kimberly Quinn obtient un rôle récurrent.

## Épisodes
1. Le Terrier du lapin (The Rabbit Hole)
2. L'Arrêt Morgan (Morgan Stop)
3. Driftwood Lane (Driftwood Lane)
4. Le 309 (309)
5. La Communauté (The Commune)
6. Vagabond Hotel (Vagabond Hotel)
7. Euphorie (Euphoria)
8. Marfa (Marfa)
9. Le Pays imaginaire (Neverland)
10. Black Barn (Black Barn)